# Підзолистий процес
Підзолистий процес ґрунтоутворення розвивається під покривом зімкнутого хвойного лісу, в якому світло розсіяного сонячного проміння настільки повно поглинається деревами, що не задовольняє вимог навіть невибагливим рослинам.
Тому трав'яниста рослинність у такому лісі практично відсутня, а поверхня ґрунту покрита мертвим опадом або лісовою підстилкою.
Основним чинником цього процесу є фульвокислоти, які утворюються під час розкладу лісової підстилки(хвої) грибами.
Підзолистий процес відбувається у декілька стадій:
Перша стадія — фульвокислоти реагують з обмінними основами ґрунту і вільними формами півтораоксидів, утворюючи фульвати кальцію, магнію заліза і алюмінію.. Під впливом низхідних течій вологи фульвати вимиваються вниз, одночасно насичуючись основами та півтораоксидами і випадають в осад у середній або нижній частині профілю. Завдяки витіснення увібраних основ вбирний комплекс ґрунту насичується воднем і стає нестійким.
Друга стадія — вільні фульвокислоти руйнуються глинисті мінерали нестійкого вбирного комплексу ґрунту. при цьому знову ж такиутворюють різноманітні фульвокислоти, які вимивають вниз, а SiO2 як нерозчинна сполука залишається у верхній частині профілю, формуючи вимивний або так званийпідзолистий горизонт. Фульвати півтораоксидів та основ, осідаючи у середній частині профілю, формують вмивний або так званий ілювіальний горизонт.
У результаті такого поєднання процесів руйнування і виносу формуються підзолисті ґрунти, які мають відповідну будову і характеризуються певними фізико-хімічними та іншими властивостями.